# Гагнидзе, Николай Михайлович
Никола́й Миха́йлович Гагнидзе (груз. ნიკოლოზ მიხეილის ძე გაგნიძე; 20 августа 1928 — неизвестно) — советский футболист, защитник. Мастер спорта СССР (1954).
Начинал играть в 1949 году команде II группы «Спартак» Тбилиси, в классе «А» за команду в 1950—1951 годах сыграл 52 матча. В 1952—1955 годах за «Динамо» Тбилиси в чемпионате сыграл 45 матчей (плюс 3 аннулированных). В 1955—1956 годах — игрок команды КФК «Локомотив» Тбилиси.
Серебряный призёр чемпионата СССР 1953.